# Lippia graveolens
Lippia graveolens är en verbenaväxtart som beskrevs av Carl Sigismund Kunth. Lippia graveolens ingår i släktet Lippia och familjen verbenaväxter. Inga underarter finns listade i Catalogue of Life.